# Rush Hour - Missione Parigi
Rush Hour - Missione Parigi (Rush Hour 3) è un film del 2007 diretto da Brett Ratner, con Jackie Chan e Chris Tucker. È il terzo film della trilogia, cominciata nel 1998 con Rush Hour - Due mine vaganti e proseguita nel 2001 con Colpo grosso al Drago Rosso - Rush Hour 2.

## Trama
L'ambasciatore Han è entrato in possesso di alcune prove schiaccianti sui membri dell'organizzazione interna delle Triadi, la più grande organizzazione malavitosa del mondo, ed è venuto a conoscenza dell'identità del loro capo, Shy Shen. Recatosi a Los Angeles per testimoniare di fronte alla Corte Penale Internazionale, Han viene ferito gravemente da un ignoto assassino, che si rivelerà essere il fratello di Lee, Kenji, che è a capo di un'organizzazione criminale.
L'ispettore Lee, grande amico di Han, prende la questione come una faccenda personale ed insieme al collega Carter si mette alla ricerca della verità e dei responsabili.
Anche Soo Young, figlia di Han, adesso è in pericolo e soltanto i due poliziotti possono aiutarla, in un'avventura che li porterà fino alla capitale francese, Parigi. Durante questa avventura Carter si innamora di Geneviève, sentimento ricambiato.

## Produzione
Roselyn Sánchez, che interpretava Isabella Molina nel secondo film, sarebbe dovuta apparire anche in questo film, ma le sue scene sono state tagliate. L'attore Herman Cain avrebbe dovuto apparire in un cameo nel ruolo del padre di Carter, ucciso come racconta il poliziotto nel primo film da un uomo che non voleva pagare una multa. Nella scena in questione, Carter e Lee visitano la sua casa dove ci sarebbe dovuta essere una colluttazione distruggendo gran parte degli oggetti di casa mandando su tutte le furie il vecchio Carter.

## Accoglienza

### Incassi
Il film ha incassato oltre 49 milioni di dollari nel suo fine settimana di apertura.
A fronte di un budget di produzione di 140.000.000 di dollari, il film ha incassato complessivamente la cifra di 300.708.986 dollari, di cui 140.125.968 negli Stati Uniti d'America e 160.583.018 nel resto del mondo, meno del precedente Colpo grosso al Drago Rosso - Rush Hour 2 che invece aveva quasi raggiunto la soglia di 350 milioni di dollari.

## Sequel
Per via del successo collettivo a livello di incassi cinematografici ottenuto dalla trilogia, fu confermato che Brett Ratner e Jeff Nathanson si mettessero al lavoro su un possibile quarto film già qualche tempo dopo l'uscita di Rush Hour 3. Ratner ironizzò in un commento audio nell'edizione DVD del film dicendo che il quarto episodio molto probabilmente sarebbe stato realizzato tra il 2010 e il 2013. Comunque, Ratner e Nathanson hanno considerato l'uso del motion capture per il film, esplorando concetti e nuove trame per Chan e Tucker. Si è parlato di ambientare il film a Mosca.
Nell'agosto del 2014, Jackie Chan ha affermato che gli studios sono ancora interessati a un quarto sequel.

## Citazioni
- In una scena Carter esclama: «Liberala subito o faccio fuori te e i tuoi Take That asiatici» facendo riferimento al famoso gruppo musicale